# 二十年动乱期
二十年动乱期或称二十年无政府状态，是一个历史学术语，一些现代学者使用此词来形容拜占庭帝国的一段内部不稳定时期。这段时期从695年查士丁尼二世第一次被废起，直到717年利奥三世登基，伊索里亚王朝开始为止，特点是皇帝的迅速变换。

## 查士丁尼二世和篡夺者（685年－711年）
查士丁尼二世（685-711）的统治专制而且残暴，引发了一系列反抗事件，他的政策遭到了相当大的反对，最终利昂提奥斯在695年年挑起叛乱，废黜并放逐了他。开启了之后的22年间的不稳定和混乱，在此期间更换了七个皇帝。
利昂提奥斯同样不受欢迎，后来又被提比略三世（698年－705年）推翻。提比略设法巩固了东部边境，并加强了君士坦丁堡的防御，但与此同时，查士丁尼二世密谋卷土重来，他与保加尔人结盟，攻入君士坦丁堡，杀死篡夺了他的帝位的提比略与利昂提奥斯，并尽灭其二人族党。 
查士丁尼二世随后统治六年（705年－711年），他残酷地处置提比略的支持者并继续以专制残酷的方式统治。他丢失了提比略在东部夺回的土地，并向教宗施加压力，让他接受自己的教义见解；查士丁尼还加强了皇帝作为绝对君主的地位，使拜占庭帝国更加与它最初的体制不同。但不久之后，他就面临着贵族菲利皮科斯领导的叛乱。查士丁尼二世和他的儿子共治皇帝提比略（706年－711年在位）一起被捕并被处决，赫拉克利乌斯（希拉克略）王朝的血脉彻底断绝。

## 菲利皮科斯·巴尔达奈斯（711年－713年）
菲利皮科斯的政治叛乱成功后，在宗教上也发起了“叛乱”，他废黜了普世牧首居鲁士，重新推行基督一志论，并推翻了第六次大公会议（第三次君士坦丁堡公会议）的决议 ，这使帝国与罗马的教义偏离。军事上，保加利亚人到达了君士坦丁堡的城墙，为了保卫首都而动员军队又使得阿拉伯人可以在东方进犯。军队发动叛乱废除他，并以阿纳斯塔修斯二世取而代之。 

## 阿纳斯塔修斯二世（713年－715年）
阿纳斯塔修斯二世是菲利皮科斯的御前大臣，他扭转了其前任的宗教政策，并对阿拉伯人对海上和陆地的袭击做出了反应，发起反击，于714年攻打到加拉太，并取得了一些胜利。然而，将他推上皇位的那支军队（奥普西金军区的军队）起来反对他，拥立了一个新的皇帝，包围君士坦丁堡六个月，最终迫使阿纳斯塔修斯弃位逃亡。

## 狄奥多西三世（715年－717年）
军队宣称狄奥多西三世，一个税务官为新皇帝。他打败阿纳斯塔修斯后，几乎立即面临着阿拉伯人计划第二次进攻君士坦丁堡 （717年－718年）的情况，迫使他寻求保加利亚人的帮助。然而，另外两个军区，安纳托利亚军区和亚美尼亚军区立即起来叛乱。717年，狄奥多西选择了退位，安纳托利亚军区司令利奥三世即位，建立伊苏里亚王朝，从而结束暴力和不稳定的循环。 
拜占庭帝国在这一段时期苦于内部的派系斗争和东西两面的军事压力，然而令人有点惊讶的是，它没有像萨珊波斯一样灭亡，并在动乱结束后开始复苏。这主要是由于帝国内部的军事组织还是有相当的实力，另外阿拉伯帝国内部也面临严重的派系斗争。 

## 资料来源
- Kaegi, Walter Emil. . Cambridge, United Kingdom: Cambridge University Press. 1992  [2020-06-04]. ISBN 978-0-521-41172-1. （原始内容存档于2016-11-20）.
- Bellinger, Alfred Raymond; Grierson, Philip (编). . Dumbarton Oaks. 1992. ISBN 9780884020240.
- Jenkins, Romilly（1966）.（页面存档备份，存于） Byzantium The Imperial centuries（页面存档备份，存于）（公元610-1071年） .（页面存档备份，存于） Weidenfeld & Nicolson（页面存档备份，存于） ISBN 0-8020-6667-4